# پت بری
پت بری (انگلیسی: Pat Barry؛ زادهٔ ۷ ژوئیهٔ ۱۹۷۹) موای تای‌کار و ورزشکار هنرهای رزمی ترکیبی اهل ایالات متحده آمریکا است.
بری یک رزمی‌کار حرفه‌ای سابق آمریکایی و کیک‌بوکسور است که به عنوان یک سنگین‌وزن در مسابقات قهرمانی مبارزه نهایی رقابت می‌کرد. او به ویژه به خاطر ضربات پایین خود شناخته می‌شود.
بری تمرین ساندا را از دوران دانشجویی خود آغاز کرد و قبل از پیوستن به کی-۱ در سال ۲۰۰۵، عناوین متعددی را در سطح داخلی و بین‌المللی کسب کرد. او در آنجا به مدت دو سال، عمدتاً به عنوان شرکت‌کننده در رویدادهای آمریکای شمالی این پروموشن، به رقابت پرداخت.
در سال ۲۰۰۸، او فعالیت حرفه‌ای خود را در ام‌ام‌ای آغاز کرد و سه مبارزه اول خود را با ناک‌اوت برد، قبل از اینکه با مسابقات قهرمانی مبارزه نهایی قرارداد امضا کند و برای پنج سال آینده به عنوان یک سنگین‌وزن در پروموشن رقابت کند و رکورد ۵–۷ را ثبت کند که تنها یکی از مسابقات به پایان رسید. بری در اواخر سال ۲۰۱۳ از ام‌ام‌ای بازنشسته شد و سال بعد به کیک‌بوکسینگ بازگشت و به گلوری پیوست. او همچنین نامزد و شریک تمرینی رز نامایوناس، قهرمان سابق وزن کاه زنان یواف‌سی، است.